# В’яз (Нижньогородська область)
В’яз (рос. Вяз) — селище в Борському міському окрузі Нижньогородської області Російської Федерації.
Населення становить 64 особи. Входить до складу муніципального утворення Міський округ місто Бор.

## Історія
Від 2010 року входить до складу муніципального утворення Міський округ місто Бор.

## Населення
| 2002 | 2010 |
| ---- | ---- |
| 61   | ↗64  |